# Bianca Zauberkind
Bianca Zauberkind (Originaltitel: Wishenpoof) ist eine US-amerikanische Animationsserie, die zwischen 2014 und 2017 produziert wurde und auf dem Video-on-Demand-Portal Amazon Video ausgestrahlt wird.

## Handlung
Die junge Bianca kann all ihre Wünsche wahr werden lassen. Dadurch hilft sie auch anderen und lernt die Probleme des Alltags auf ihre eigene Art und Weise zu lösen.

## Produktion und Veröffentlichung
Erstmals wurde die Serie am 14. August 2015 auf dem Video-on-Demand-Angebot von Amazon Video ausgestrahlt. Die deutsche Erstausstrahlung fand am 30. Oktober 2015 statt. Die Konzeption übernahm Angela Santomero.

## Episodenliste

### Staffel 1
| Nummer(gesamt) | Nummer(Staffel) | Deutscher Titel                | Originaltitel                      |
| 1              | 01              | Die sensationelle Talentshow   | Welcome To Wish World              |
| 2              | 02              | Ein Strand mitten im Dschungel | Willow Tree Wishes                 |
| 3              | 03              | Biancas Leidenschaftsprojekt   | Bianca’s Passion Project           |
| 4              | 04              | Das Laubhaus                   | Bianca And Penelope’s Clubhouse    |
| 5              | 05              | Ein großer Tag für Flummi      | Frank’s Pet Froovle                |
| 6              | 06              | Das violette Pferd             | Bianca Gets Creative               |
| 7              | 07              | Durchhalten lohnt sich         | Bianca’s Tough Kid Challenge       |
| 8              | 08              | Biancas Kuchen-Malheur         | Bianca’s Great Cake Mistake        |
| 9              | 09              | Die zündende Idee              | Bianca’s Big Idea                  |
| 10             | 10              | Der Weg zur Feen-Oma           | Adventure To Fairy Grandma’s House |
| 11             | 11              | Gemeinsam geht alles           | Bianca’s Rainstorm Brainstorm      |
| 12             | 12              | Freunde fürs Leben             | Friends Forever                    |
| 13             | 13              | Bens Wunschplosion             | Ben’s Big Surprise                 |

### Staffel 2
| Nummer(gesamt) | Nummer(Staffel) | Deutscher Titel                        | Originaltitel                   |
| 14             | 01              | Bens Wunschzauber                      | Ben’s Wish Magic                |
| 15             | 02              | Ausflug ins Naturkundemuseum           | Bianca’s Museum Trip            |
| 16             | 03              | Tolle Überraschungen                   | Fun Surprises                   |
| 17             | 04              | Rettet Schweinchen!                    | Save That Stuffie!              |
| 18             | 05              | Vater-Tochter-Tag                      | Daddy Daughter Day              |
| 19             | 06              | Biancas Talent                         | Bianca’s Thing                  |
| 20             | 07              | Biancas Wunschfeen                     | Bianca’s Wishenfairies          |
| 21             | 08              | Biancas Pony                           | Bianca’s Pony                   |
| 22             | 09              | Ben, der Retter                        | Ben Saves The Day               |
| 23             | 10              | Der Karneval                           | The Main Street Carnival        |
| 24             | 11              | Winterwunderland                       | Winter Wishes                   |
| 25             | 12              | Weihnachten in der Wunschwelt – Teil 1 | A Wish World Christmas – Part 1 |
| 26             | 13              | Weihnachten in der Wunschwelt – Teil 2 | A Wish World Christmas – Part 2 |